# Chloe Hosking

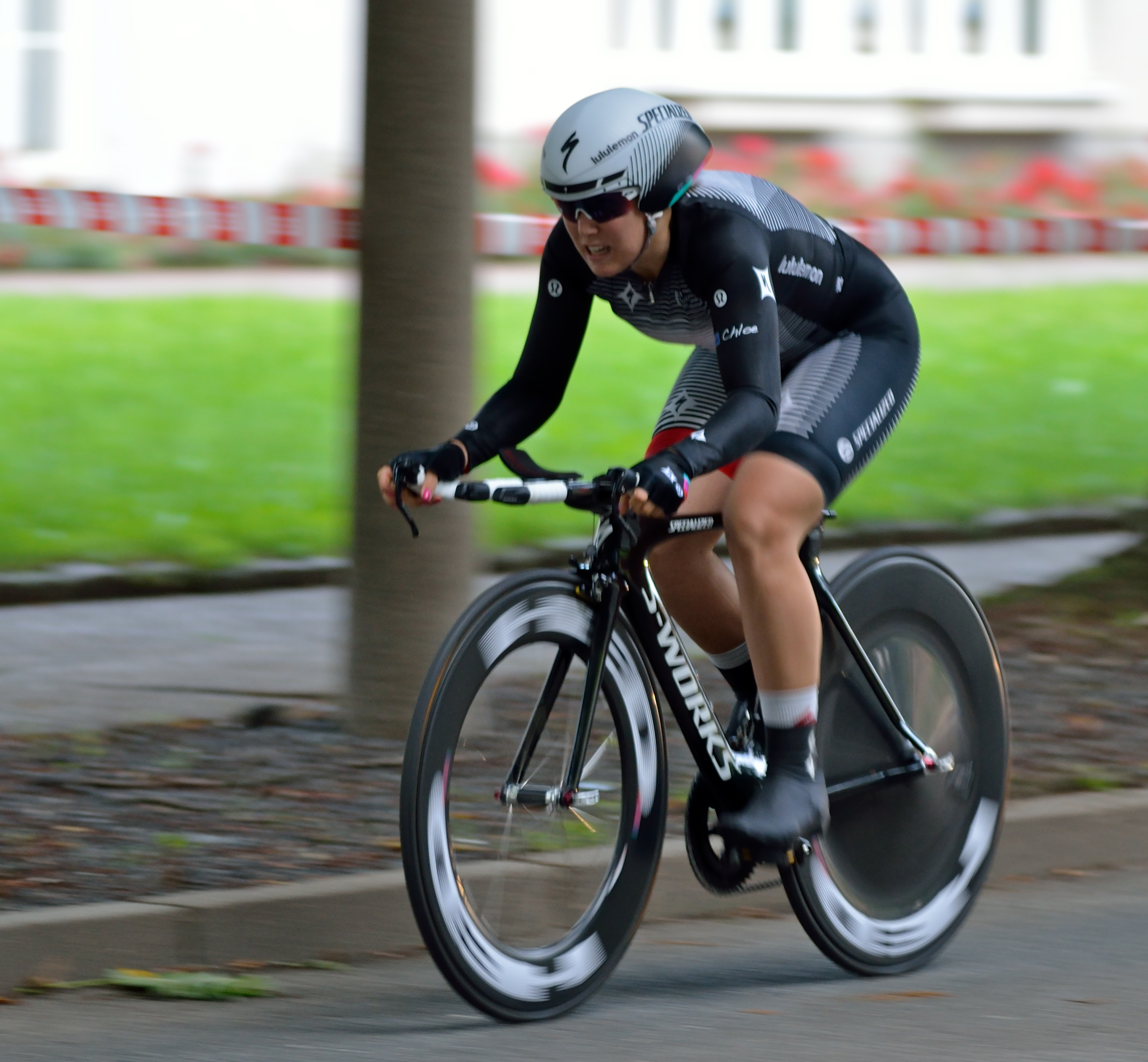
Chloe Hosking bei der Internationalen Thüringen-Rundfahrt der Frauen 2012

Chloe Hosking (* 1. Oktober 1990 in Bendigo) ist eine ehemalige australische Radrennfahrerin.

## Sportliche Laufbahn
Schon als Juniorin konnte Chloe Hosking zahlreiche Erfolge verbuchen: So errang sie 2007 bei den Ozeanischen Rad-Meisterschaften in Invercargill Gold sowohl im Punktefahren wie auch im Teamsprint (mit Annette Edmondson) auf der Bahn, und 2008 wurde sie australische Junioren-Meisterin im Scratch.
2009 wurde Hosking Profi und gewann im selben Jahr die Tour of Chongming Island sowie den Omloop der Kempen. Im Jahr 2011 gewann sie gemeinsam mit ihren Teamkolleginnen vom HTC-Highroad drei Mannschaftszeitfahren, bei der Internationalen Thüringen-Rundfahrt der Frauen, der Trophée d’Or Féminin sowie dem Giro della Toscana Femminile. 2016 entschied sie die Tour of Chongming Island für sich.
Im September 2017 erhob Chloe Hosking erfolgreich Einspruch gegen die Entscheidung des australischen Radsportverbandes Cycling Australia, der sie nicht für die Straßen-Weltmeisterschaften in Bergen aufgeboten hatte: Der Verband hatte nur fünf Fahrerinnen nominiert, obwohl er sieben Startplätze zur Verfügung hatte. Das Kontingent für Männer hatte der Verband indes voll ausgeschöpft. Auf öffentlichen Druck hin revidierte der Verband seine Entscheidung und schickte Hosking sowie die Fahrerin Rachel Neylan ebenfalls nach Norwegen. Hosking belegte im Straßenrennen Platz 59, ihre Mannschaftskollegin Katrin Garfoot errang die Silbermedaille, ein Erfolg, der nach Hoskings Ansicht nur möglich war, weil das australische Team in voller Stärke angetreten war.
Das Jahr 2018 verlief erfolgreich für Hosking: Sie gewann eine Etappe der Santos Women’s Tour, das Cadel Evans Great Ocean Road Race sowie das Straßenrennen der  Commonwealth Games. Im Jahr darauf entschied sie Etappen der Santos Women’s Tour, der Women’s Herald Sun Tour, des Giro della Toscana Femminile und der Madrid Challenge by La Vuelta für sich. 2020 gewann sie jeweils eine Etappe der Santos Women’s Tour und der Tour Cycliste Féminin International de l’Ardèche sowie den Grand Prix d’Isbergues.
Zur Saison 2023 wollte Chloe Hosking zum Team B&B wechseln, das aber dann überraschend aufgelöst wurde. Daraufhin beendete sie ihre radsportliche Laufbahn.

## Erfolge

### Straße
2007
- Ozeanische Meisterschaft (Junioren) – Straßenrennen

2009
- Gesamtwertung und zwei Etappen Tour of Chongming Island

2010
- Australische Meisterin (U23) – Kriterium

2011
- eine Etappe Tour of Chongming Island
- Mannschaftszeitfahren Internationale Thüringen-Rundfahrt der Frauen
- Mannschaftszeitfahren Trophée d’Or Féminin
- Mannschaftszeitfahren Giro della Toscana Femminile

2012
- Nachwuchswertung Ladies Tour of Qatar
- eine Etappe Route de France Féminine

2013
- eine Etappe und Nachwuchswertung Ladies Tour of Qatar
- eine Etappe Holland Ladies Tour

2014
- eine Etappe Bay Cycling Classic
- eine Etappe Lotto-Decca Tour
- Omloop van Borsele

2015
- La Classique Morbihan
- 7-Dorpenomloop Aalburg

2016
- Gesamtsieg und eine Etappe Tour of Chongming Island
- eine Etappe Ladies Tour of Qatar
- eine Etappe Giro d’Italia Femminile
- La Course by Le Tour de France
- eine Etappe Route de France Féminine

2017
- eine Etappe Santos Women’s Tour
- eine Etappe The Women’s Tour
- Prolog und eine Etappe Ladies Tour of Norway

2018
- eine Etappe Santos Women’s Tour
- Cadel Evans Great Ocean Road Race
- Punktewertung Womens Herald Sun Tour
- Siegerin Commonwealth Games – Straßenrennen

2019
- eine Etappe Santos Women’s Tour
- eine Etappe und Punktewertung Women’s Herald Sun Tour
- eine Etappe Giro della Toscana Femminile
- eine Etappe Madrid Challenge by La Vuelta
- Tour de Guangxi

2020
- eine Etappe Santos Women’s Tour
- eine Etappe Tour Cycliste Féminin International de l’Ardèche
- Grand Prix d’Isbergues-Pas de Calais Féminin

2021
- eine Etappe Ladies Tour of Norway
- eine Etappe Tour Cycliste Féminin International de l’Ardèche

### Bahn
2006
- Ozeanienspiele (Junioren) – Sprint
- Ozeanienspiele (Junioren) – Scratch, 500-Meter-Zeitfahren

2007
- Ozeanienmeisterin (Junioren) – Punktefahren, Teamsprint (mit Annette Edmondson)